# Glenea despecta
Glenea despecta är en skalbaggsart som beskrevs av Francis Polkinghorne Pascoe 1858. Glenea despecta ingår i släktet Glenea och familjen långhorningar. Inga underarter finns listade i Catalogue of Life.